# Wassertorstraße 13 (Quedlinburg)

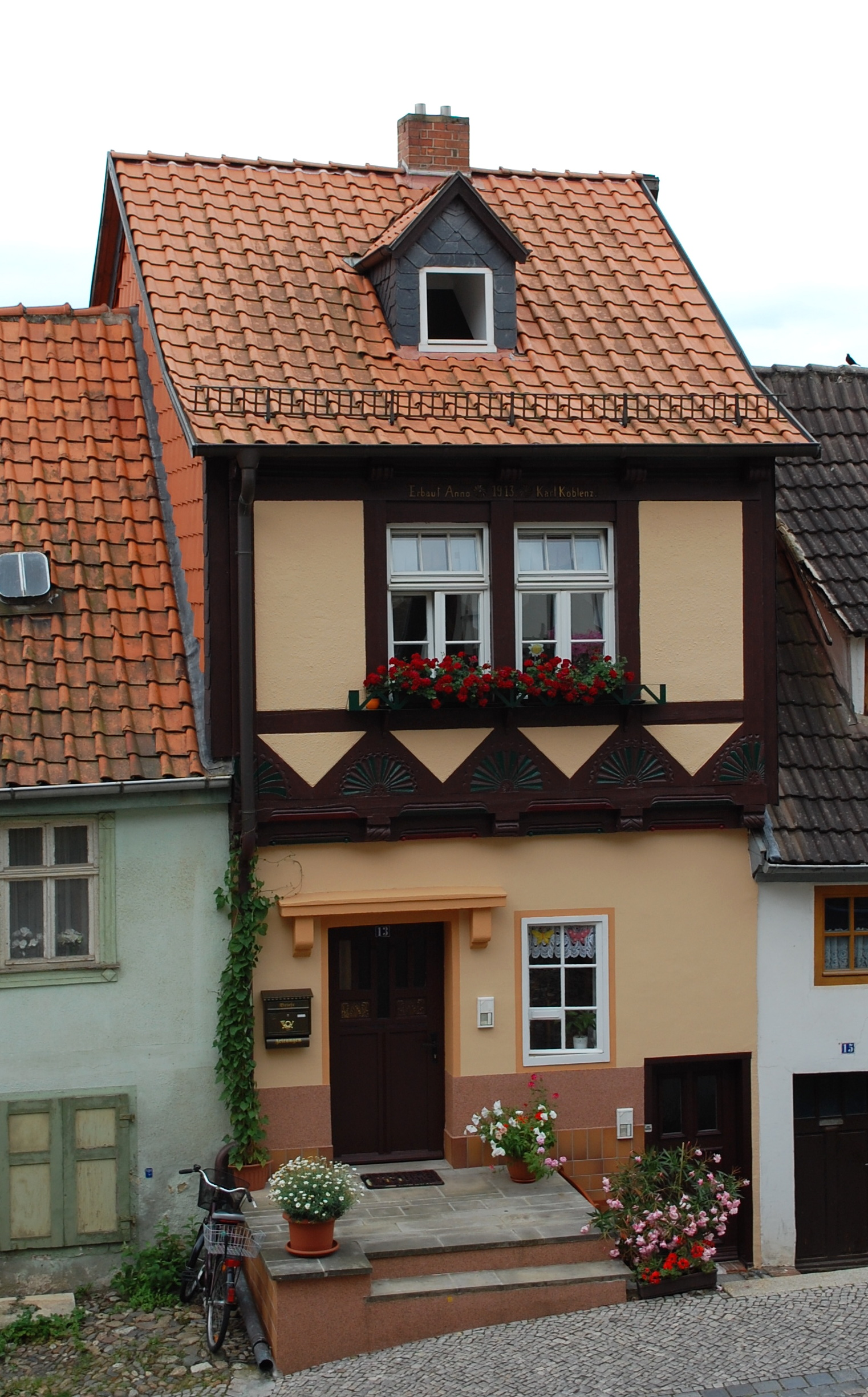
Haus Wassertorstraße 13

Das Haus Wassertorstraße 13 ist ein denkmalgeschütztes Gebäude in der Stadt Quedlinburg in Sachsen-Anhalt.

## Lage
Das Gebäude befindet sich südlich am Quedlinburger Schloßberg im Stadtteil Westendorf. Östlich (links) grenzt das gleichfalls denkmalgeschützte Haus Wassertorstraße 12, westlich das Haus Wassertorstraße 15, 16 an. Das Haus ist im Quedlinburger Denkmalverzeichnis eingetragen und gehört zum UNESCO-Weltkulturerbe.

## Architektur und Geschichte
Das schmale zweigeschossige Fachwerkhaus entstand im Jahr 1913 als Neubau im Stil des Heimatstils. Die Gestaltung des Hauses imitiert ein Fachwerkhaus aus der zweiten Hälfte des 16. Jahrhunderts. Das obere Geschoss kragt über. Die Fachwerkfassade ist reich verziert. Es findet sich die Inschrift Erbaut anno 1913 - Karl Koblenz.
Der zum Haus gehörende Garten befindet sich auf der Rückseite und zieht sich entlang des Hangs zum Mühlgraben hin.